# Белгард (Лоаре)
Белгар (фр. Bellegarde) је насељено место у Француској у региону Центар, у департману Лоаре.
По подацима из 2011. године у општини је живело 1780 становника, а густина насељености је износила 361,05 становника/km².

## Демографија
| 1962. | 1968. | 1975. | 1982. | 1990. | 2011. |
| ----- | ----- | ----- | ----- | ----- | ----- |
| 1.110 | 1.124 | 1.455 | 1.425 | 1.442 | 1.780 |